# Jim Cristy
Jim Cristy, né le 22 janvier 1913 à Detroit et mort le 7 juin 1989 à Kalamazoo (Michigan), est un nageur américain.

## Carrière
Jim Cristy participe aux Jeux olympiques d'été de 1932 à Los Angeles et remporte la médaille de bronze dans l'épreuve du 1500m nage libre.